# 秋田県立秋田西高等学校
秋田県立秋田西高等学校（あきたけんりつ あきたにしこうとうがっこう）は、秋田県潟上市（旧南秋田郡天王町）に所在する公立の高等学校。校訓は「豊かな心」「調和の姿」「創造の道」。校章は秋田蕗に三本のペンを配置したもの。

## 設置学科
- 普通科

2年次より文系・理系に分かれ、文系はさらに３年次で就職・専門学校志望を中心とした文Ⅰと大学進学を中心とした文Ⅱに分かれる。

## 沿革

### 設置における経緯
昭和50年代前半、ベビーブーム世代の高校入学を控え秋田県では、新設高校の設置が複数なされた。その中でも目玉とされていたのが秋田西高校である。当時、秋田市を中心とする中央学区では受験生の増加による、受験倍率の高さから新設高校の設置が課題となっていた。その際、設置される高校名は原則として、高校が所在する自治体名を使用する方針を県側は示していたが、秋田市内の進学校と同レベルの進学校の設置を目指していたため、潟上市(旧天王町)に設置するにもかかわらず校名を秋田西高校とすることで地元に説明し反発を受けるが、最終的には秋田西高校で決定に至った。そのため、開校時は結果も必要とされ、第1期生を始め草創期の進学実績は相当なものであり秋田県内では伝説的進学実績といえる結果を残している。これについては、当時の学校報でも他校から「脅威だ」と呼ばれた話が記載されている。現在では、県内では進学12校に数えられる。

### 年表
- 1978年12月
  - 1979年 （昭和54年） 4月開校予定の新設高校設立準備事務局を高校教育課内に設置
  - 県条例第46号により南秋田郡天王町天王字追分西26番地の1に秋田県立秋田西高等学校設置を公示
  - 県教育委員会公告により生徒募集を公示 （第1学年・普通科8学級・定員368名）
- 1979年1月
  - 秋田西高等学校設立準備事務室を秋田高等学校内に移転
- 1979年2月
  - 「校章」制定
- 1979年3月
  - 入学者選抜学力検査（3教科）を秋田高等学校内で実施（志願者657名、1.79倍、受験者628名）（合格者391名、 男215名、女176名、 8学級）
  - 校舎第1期工事 （本校舎、体育館） 完成。
- 1979年4月
  - 初代校長佐藤利一郎以下職員29名、校医5名発令。
  - 第1回入学式を秋田西高等学校体育館において挙行。
- 1979年5月
  - PTA設立総会を開催。
- 1979年7月
  - 「校旗」樹立式を挙行。
  - 開校式を挙行。
- 1979年12月
  - 部活動後援会設立総会を開催。
- 1980年3月
  - 「校歌」制定。
- 1980年4月
  - 研修会館完成。
- 1980年5月
  - 陸上競技場、野球場完成。
- 1980年9月
  - テニスコート完成。
- 1981年5月
  - 第2体育館完成。格技場完成。
- 1981年7月
  - プール完成。
- 1981年10月
  - 吹奏楽部、吹奏楽コンクール東北大会金賞受賞。
- 1981年11月
  - 落成式を挙行。校門完成。
- 1982年3月
  - 同窓会設立総会を開催。
- 1982年3月
  - 第1回卒業式を挙行。（卒業生371名）
- 1983年4月
  - 2代校長平間文次発令
  - 臨時1学級増。 （第1学年9学級）
- 1984年4月
  - 3代校長小山善愛発令。
- 1984年
  - 剣道部女子団体、全国大会ベスト8。
- 1986年4月
  - 4代校長大友康二発令。
- 1988年4月
  - 5代校長有江和郎発令。
- 1989年4月
  - 6代校長近藤貢太郎発令。
  - 臨時1学級増。 （第1学年9学級）
- 1989年7月
  - 創立10周年記念式典を秋田西高等学校体育館において挙行。
- 1989年11月
  - 同窓会東京支部設立総会を開催。
- 1990年5月
  - 教育振興会設立総会開催。
- 1990年12月
  - 「生徒憲章」制定。
- 1991年11月
  - 学習指導公開研究会。 （文部省・秋田県教委指定）
- 1992年4月
  - 7代校長三浦一志発令。
- 1992年6月
  - 剣道部男子団体、東北選手権大会優勝。
- 1993年4月
  - 第1学年・普通科7学級・定員308名。
- 1995年4月
  - 8代校長最上隆二発令。
- 1996年6月
  - 剣道部男子団体、全県総体準優勝。
- 1998年4月
  - 9代校長芳賀京子発令。
- 1998年7月
  - 水泳部、全県総体男子総合優勝。
- 1998年8月
  - 全国高等学校PTA連合会長賞受賞。
- 1999年7月
  - 創立20周年記念式典 。
- 2000年4月
  - 10代校長樋口勝郎発令 。
  - 第1学年、普通科6学級、定員240名。
- 2000年6月
  - 女子バレーボール部、東北大会出場。
- 2001年10月
  - サッカー部、第80回全国高校サッカー選手権大会秋田県大会で初優勝。
- 2001年12月
  - サッカー部、第80回全国高校サッカー選手権大会出場。
- 2002年4月
  - 11代校長伊勢日出男発令。2学期制実施 。
- 2003年3月
  - サッカー部部室（ウエイトトレーニング場）完成。
- 2003年4月
  - 55分授業実施 。
- 2004年4月
  - 12代校長永田剛発令。
  - 第1学年、普通科5学級、定員200名。
- 2004年7月
  - 女子ソフトテニス、島根インターハイ出場。
  - 放送部・文芸部、全国大会出場。
- 2005年7月
  - 女子ソフトテニス、千葉インターハイ出場。
- 2006年4月
  - 13代校長工藤元博発令 。
- 2006年5月
  - 秋田県学校図書館活性化モデル校指定 。
- 2006年6月
  - 文部科学省学力向上拠点形成事業（確かな学力育成のための実践研究事業）委嘱。
  - 女子ソフトテニス部、全県総体団体優勝 。
  - 秋田県総合教育センターと連携協力協定を結ぶ 。
  - 陸上競技部、男子棒高跳びで東北高校選手権大会優勝。
- 2006年7月
  - 女子ソフトテニス部・陸上競技部（男子棒高跳び）・水泳部（水球競技）大阪インターハイ出場。
  - 放送部全国大会出場。文芸部全国コンクール出品。
- 2007年6月
  - 女子ソフトテニス部全県総体団体優勝。（2連覇）
- 2007年7月
  - 女子ソフトテニス部・陸上競技部（男子棒高跳び）・水泳部（水球競技）佐賀インターハイ出場。
  - 囲碁将棋部（囲碁）全国高校選手権出場。
- 2007年10月
  - 秋田わか杉国体：女子ソフトテニス競技・水球競技（6位）・銃剣道競技（3位）出場。
- 2008年4月
  - 14代校長熊谷太郎発令 。
- 2008年8月
  - 女子ソフトテニス部・陸上競技部（男子棒高跳び）・水泳部（水球競技）埼玉インターハイ出場。
  - 囲碁将棋部（囲碁）・文芸部・放送部全国大会出場。
- 2009年4月
  - 50分授業実施。（月～水：7校時、木・金：6校時）
- 2009年8月
  - 女子ソフトテニス部（個人）、陸上競技部（男子走り高跳び）、奈良インターハイ出場。
  - 囲碁将棋部（囲碁）・放送部全国大会出場。
- 2009年10月
  - 創立30周年記念式典。
  - 新潟国体（男子走り高跳び）2位入賞。
- 2010年4月
  - 15代校長三浦正孝発令。
- 2010年7月
  - アジアジュニア選手権大会（男子走り高跳び）8位入賞。
- 2010年8月
  - 沖縄インターハイ（男子走り高跳び）3位入賞。 女子ソフトテニス部（個人）沖縄インターハイ出場。
  - 放送部全国大会出場。
- 2010年10月
  - 千葉国体（男子走り高跳び）7位入賞。
  - 女子ソフトテニス千葉国体出場。
- 2011年4月
  - 平成23年度子どもの読書活動優秀実践校として文部科学大臣表彰。
- 2011年7月
  - 男子バスケットボール北東北インターハイ出場。
  - 放送部全国大会出場。
- 2011年8月
  - 女子ソフトテニス（団体、個人）、水泳部、柔道部（女子個人）北東北インターハイ出場。
  - 新聞部・文芸部全国大会出場。
- 2018年7月
  - 創立40周年記念式典挙行

## 生徒会活動・部活動など
創立以来、ソフトテニス部、剣道部が伝統的に強く、剣道部は男女とも東北高校選手権を制するなどの成績を残している。ソフトテニス部は女子が2006年、2007年と県総体で2連覇を果たすほか男女ともに各大会において上位入賞をしている。また、近年では水球、サッカー、バスケットボール、陸上部が強く、サッカー部は2001年に全国高校サッカー選手権に初出場を果たしている。バスケットボール部は男子が県総体の上位校の常連であり2011年の2011熱戦再来北東北総体においてインターハイ初出場を果たしている。
文化部では文芸部が地元のテレビで取り上げられたり俳句甲子園の出場するなど運動部文化部共に素晴らしい功績を残している。
- 運動部
  - 陸上競技、硬式野球、ソフトテニス、サッカー、バスケットボール、女子バドミントン、女子バレーボール、柔道、剣道
- 文化部
  - 文芸、写真、茶道、放送、吹奏楽、美術、書道
- 同好会
  - JRC
- 生徒会
  - 生徒会執行部

## 交通
- JR奥羽本線、男鹿線追分駅より徒歩2５分
- 秋田中央交通追分線　秋田西高校入口下車

## 備考
- 学校前にあるローソン天王長沼店は秋田西高等学校の多数の生徒が利用したため東北第2位の売り上げを誇ったことがある。

## 出身者
- 藤本喜久子（女優）
- 門間貴志（映画研究者、明治学院大学教授）
- 大和（プロ雀士）
- 渡部純平（モデル・俳優）
- エスカル御殿（格闘家）